# Aurivilliusita
L'aurivilliusita és un mineral de la classe dels halurs. Rep el seu nom en honor de la Dra. Karin Aurivillius (1920-1982) de Lund, Suècia, per la seva feina en la química dels cristalls dels compostos inorgànics que contenen mercuri. Va ser aprovada per l'Associació Mineralògica Internacional l'any 2002, sent coneguda abans amb el codi IMA2002-022.

## Característiques
L'aurivilliusita és un halur amb fórmula química Hg+Hg2+OI. Cristal·litza en el sistema monoclínic, trobant-se de manera habitual en primes crostes de fins a 0,5 mm. a la superfície del quars. Tamabé se'n troba, de manera molt rara, en forma de cristalls laminars subèdrics de 0,2 mm.
Segons la classificació de Nickel-Strunz, l'aurivilliusita pertany a «03.DD: Oxihalurs, hidroxihalurs i halurs amb doble enllaç, amb Hg» juntament amb els següents minerals: eglestonita, kadyrelita, poyarkovita, hanawaltita, terlinguaïta, pinchita, gianellaïta, mosesita, kleinita, tedhadleyita, vasilyevita, terlinguacreekita, kelyanita i comancheïta.

## Formació i jaciments
És un mineral rar de paragènesi incerta, que es troba en fases d'oxihalurs que contenen mercuri. Es troba associada a altres minerals com mercuri natiu, cinabri i edgarbaileyita, en general es troba associada a minerals de mercuri en roques de quars i magnesita. La seva localitat tipus és la mina Clear Creek, al districte de Nova Idria (Califòrnia, Estats Units).